# Ambulyx luzoni
Ambulyx luzoni är en fjärilsart som beskrevs av Clark 1924. Ambulyx luzoni ingår i släktet Ambulyx och familjen svärmare. Inga underarter finns listade i Catalogue of Life.